# Nuncjatura Apostolska w Algierii
Nuncjatura Apostolska w Algierii – misja dyplomatyczna Stolicy Apostolskiej w Algierskiej Republice Ludowo-Demokratycznej. Siedziba nuncjusza apostolskiego mieści się w Algierze.
Nuncjusz apostolski w Algierii akredytowany jest również w Republice Tunezyjskiej.

## Historia
W 1972 papież Paweł VI utworzył Nuncjaturę Apostolską w Algierii i w Tunezji. W obu tych krajach papieża zawsze reprezentowała ta sama osoba.

## Nuncjusze apostolscy w Algierii
do 1995 z tytułem pronuncjusza
- Sante Portalupi (1972–1979) Włoch
- Gabriel Montalvo Higuera (1980–1986) Kolumbijczyk
- Giovanni De Andrea (1986–1989) Włoch
- Edmond Farhat (1989–1995) Libańczyk
- Antonio Sozzo (1995–1998) Włoch
- Augustine Kasujja (1998–2004) Ugandyjczyk
- Thomas Yeh Sheng-nan (2004–2015) Chińczyk[a]
- Luciano Russo (2016–2020) Włoch
- Kurian Vayalunkal (2021-2025) Hindus